# Jefim Drejtser
Jefim Aleksandrovitj Drejtser (ryska: Ефим Александрович Дрейцер), född 1894 i Gorodok i guvernementet Vitebsk i Kejsardömet Ryssland (nu Haradok i Vitsebsks voblast i Belarus), död (avrättad] 25 augusti 1936 i Moskva, var en sovjetisk militär och politiker.

## Biografi
Under den stora terrorn greps Drejtser i april 1935 och åtalades vid den första Moskvarättegången den 19–24 augusti 1936; enligt åtalet hade han bland annat gjort sig skyldig till sabotage och terrorhandlingar. Drejtser dömdes till döden och avrättades genom arkebusering den 25 augusti 1936. Han rehabiliterades först 1988.

## Familj
- Hustrun Polina Moisejevna Drejtser (1896–1975), läkare, medlem av det ryska kommunistpartiet sedan 1918, hennes son i andra äktenskapet var författaren Anatolij Gladilin (1935–2018) som levde i exil i Paris sedan 1976.
- Dottern Galina Jefimovna Drejtser (1918–2021)